# Saint-Martin-de-Saint-Maixent
Saint-Martin-de-Saint-Maixent ist eine französische Gemeinde mit 1.066 Einwohnern (Stand: 1. Januar 2022) im Département Deux-Sèvres in der Region Nouvelle-Aquitaine (vor 2016: Poitou-Charentes). Sie gehört zum Arrondissement Niort und zum Kanton Saint-Maixent-l’École. Die Einwohner werden Saint-Martinomaixentais genannt.

## Geographie
Saint-Martin-de-Saint-Maixent liegt etwa 20 Kilometer ostnordöstlich von Niort am Sèvre Niortaise. Umgeben wird Saint-Martin-de-Saint-Maixent von den Nachbargemeinden Saint-Maixent-l’École im Norden, Nateuil im Nordosten, Sainte-Eanne im Osten, Souvigné im Südosten und Süden, Romans im Süden und Südwesten, Sainte-Néomaye im Südwesten sowie Azay-le-Brûlé im Westen.

## Bevölkerungsentwicklung
| Jahr                      | 1962 | 1968 | 1975 | 1982 | 1990 | 1999 | 2006 | 2019 |
| Einwohner                 | 828  | 647  | 667  | 679  | 780  | 849  | 1002 | 1083 |
| Quelle: Cassini und INSEE |      |      |      |      |      |      |      |      |